# Take It Easy!
«Take It Easy!» es el octavo sencillo de la unit de Hello! Project, Buono!. "Take It Easy!" es usada para el cuarto ending del anime Shugo Chara!! Doki.
"Take It Easy!" fue lanzado el 26 de agosto de 2009 en Japón bajo la discográfica Pony Canyon. Se lanzó en dos ediciones diferentes: Regular y Limitada. La edición limitada incluye un DVD adicional. La primera impresión de la edición normal y limitada del sencillo venía con un photocard.
La edición Single V fue lanzada el 2 de septiembre de 2009.

## Créditos
- Take It Easy!
  - Letra: Miura Noriko
  - Composición: Tsunku
  - Arreglos: Nishikawa Susumu

- Kirai Suki Dai Kirai
  - Letra: Kawakami Kaki
  - Composición: Ikuta Magokoro
  - Arreglos: Shinjiro Inoue

## Lista de canciones

### CD
1. «Take It Easy!»
2. «Kirai Suki Dai Kirai» (キライスキダイキライ?)
3. «Take It Easy!» (Instrumental)
4. «Kirai Suki Dai Kirai» (キライスキダイキライ?) (Instrumental)

### DVD (Edición limitada)
1. «Take It Easy!» Jacket Photography Making of (ジャケット撮影メイキング?)

### Single V
1. «Take It Easy!» (Music Clip)
2. «Take It Easy!» (Close Up Version)
3. «Take It Easy!» (Dance Shot Version)
4. «Take It Easy!» (PV·Jacket Photography Making of) (PV·撮影メイキング)

## Puestos y ventas enOricon

### Sencillo
| Lunes | Martes | Miércoles | Jueves | Viernes | Sábado | Domingo | Ranking/Puesto semanal | Ventas |
| ----- | ------ | --------- | ------ | ------- | ------ | ------- | ---------------------- | ------ |
| –     | 7      | 10        | 11     | 13      | 15     | 17      | 10                     | 15 517 |
| 12    | 31     | –         | –      | –       | –      | –       | 42                     | 1858   |
| –     | –      | –         | –      | –       | –      | –       | 121                    | 490    |
| –     | –      | –         | –      | –       | –      | –       | 170                    | 305    |

Ventas totales: 18 170[cita requerida]

### Single V
| Lunes | Martes | Miércoles | Jueves | Viernes | Sábado | Domingo | Ranking/Puesto semanal | Ventas |
| ----- | ------ | --------- | ------ | ------- | ------ | ------- | ---------------------- | ------ |
| –     | 1      | 2         | 6      | 7       | 6      | 16      | 5                      | 3321   |
| 18    | –      | –         | –      | –       | –      | –       | 35                     | 557    |

Ventas totales: 3878[cita requerida]